# Espai topològic
Els espais topològics són els principals objectes de treball en la disciplina matemàtica de la topologia. Un espai topològic es defineix com un conjunt de punts, juntament amb un conjunt de veïnats per a cada punt, que satisfà un conjunt d'axiomes que relacionen els punts i els veïnats. La definició d'espai topològic es basa en la teoria de conjunts i és la noció més general d'un espai matemàtic que permet la definició de conceptes com la continuïtat, la connexió i la convergència. Altres espais, com varietats i espais mètrics, són especialitzacions d'espais topològics amb estructures i restriccions addicionals.

## Història
Al voltant de 1735, Leonhard Euler va descobrir la fórmula {\displaystyle V-E+F=2} que relaciona el nombre de vèrtexs, costats i cares d'un poliedre convex i, per tant, d'un graf pla. L'estudi i la generalització d'aquesta fórmula, específicament l'obra de Cauchy (1789–1857) i L'Huilier (1750–1840), van aprofundir en l'estudi de la topologia. L'any 1827, Carl Friedrich Gauss va publicar Investigacions generals de superfícies corbes, que en la seva secció 3 defineix la superfície corba d'una manera similar a la manera com ho entén la topologia moderna: "Es diu que una superfície corba té curvatura en un dels seus punts A, si la direcció de totes les línies rectes dibuixades des d'A a punts de la superfície a una distància infinitesimal respecte A es desvia infinitesimalment respecte el pla que passa a través d'A."
Malgrat això "fins a l'obra de Riemann a principis de la dècada de 1850, les superfícies sempre s'estudiaven des d'un punt de vista local (com a superfícies paramètriques) i mai no es consideraven els aspectes topològics". "Sembla que van ser Möbius i Jordan els primers en adonar-se que el problema principal sobra la topologia de superfícies (compactes) és trobar invariants (preferiblement numèrics) per decidir l'equivalència de superfícies, és a dir, decidir si dues superfícies són homeomòrfiques o no."
El tema va ser definit clarament per Felix Klein en el seu "Programa d'Erlangen" (1872): els invariants geomètrics de transformació contínua arbitrària, un tipus de geometria. El terme "topologia" va ser itnroduit per Johann Benedict Listing l'any 1847, tot i que va utilitzar el terme en cartes uns anys abans en lloc del terme usat prèviament "Analysis situs". El fonament d'aquesta ciència, per un espai de dimensió qualsevol, va ser creat per Henri Poincaré. El seu primer article en aques tema va aparèixer l'any 1894. En els anys 1930, James Alexander i Hassler Whitney va expressar per primer cop la idea que una superfície és un espai topològic que és localment com un pla euclidià.
Els espais topològics van ser definits per primer cop per Felix Hausdorff l'any 1914 en el seu seminal "Principis de la Teoria de Conjunts". Anteriorment, Maurice Fréchet havia definit els espais mètrics, tot i que va ser Hausdorff qui va popularitzar el terme "espai mètric" (metrischer Raum en alemany).

## Definició

### Per oberts
És la definició més emprada habitualment. Donat un conjunt {\displaystyle X} qualsevol, considerem un cert subconjunt {\displaystyle \tau \subseteq {\mathcal {P}}(X)} del conjunt de les parts d'{\displaystyle X}. Diem que {\displaystyle \tau } és una topologia d'{\displaystyle X} si es compleix que:
1. {\displaystyle \emptyset ,X\in \tau }
2. Donada una família arbitrària d'elements de la topologia, {\displaystyle \{U_{i}:U_{i}\in \tau \land i\in I\}}, aleshores la seva reunió també hi pertany: {\displaystyle \bigcup _{i\in I}U_{i}\in \tau }.
3. Donada una família finita d'elements de la topologia {\displaystyle U_{1},\ldots ,U_{n}\in \tau }, aleshores la seva intersecció també hi pertany {\displaystyle \bigcap _{i=1}^{n}U_{i}\in \tau }.

Un espai topològic és un parell ordenat {\displaystyle (X,\tau )}, format per un conjunt {\displaystyle X} i una topologia {\displaystyle \tau \subseteq {\mathcal {P}}(X)}.
Dels elements de {\displaystyle \tau } en direm oberts.
Direm que un subconjunt {\displaystyle F} d'{\displaystyle X} és un tancat si el seu complementari és obert, és a dir, {\displaystyle X\setminus F\in \tau }

### Per tancats
De manera anàloga es pot definir una topologia per tancats. Donat un conjunt {\displaystyle X} qualsevol, considerem un cert subconjunt {\displaystyle \tau ^{c}\subseteq {\mathcal {P}}(X)} del conjunt de les parts d'{\displaystyle X}. Direm que {\displaystyle (X,\tau ^{c})} és un espai topològic si es compleixen:
1. {\displaystyle \emptyset ,X\in \tau ^{c}}
2. Donada una família finita d'elements de la topologia {\displaystyle U_{1},\ldots ,U_{n}\in \tau ^{c}}, aleshores la seva reunió també hi pertany: {\displaystyle \bigcup _{i=1}^{n}U_{i}\in \tau ^{c}}.
3. Donada una família arbitrària d'elements de la topologia {\displaystyle U_{i}\in \tau ^{c},i\in I}, aleshores la seva intersecció també hi pertany {\displaystyle \bigcap _{i\in I}U_{i}\in \tau ^{c}}.

En aquest cas, als elements de {\displaystyle \tau ^{c}} els anomenarem tancats, i direm que {\displaystyle U\subseteq X} és obert si el seu complementari és tancat, és a dir, {\displaystyle X\setminus U\in \tau ^{c}}

## Exemples

### Topologia trivial (o grollera)
Sigui {\displaystyle X} un conjunt qualsevol, considerem {\displaystyle \tau _{t}=\lbrace \emptyset ,X\rbrace }:
- És evident que {\displaystyle \emptyset ,X\in \tau _{t}}.

- Si prenem famílies arbitràries d'elements de {\displaystyle \tau _{t}}, només tenim una tria; {\displaystyle \emptyset \cup X=X\in \tau _{t}}.

- Finalment, si fem una intersecció finita d'elements de {\displaystyle \tau _{t}}, només podem prendre {\displaystyle \emptyset \cap X=\emptyset \in \tau _{t}}.

{\displaystyle \tau _{t}=\lbrace \emptyset ,X\rbrace } és, doncs, una topologia. Aquesta topologia s'anomena topologia trivial o grollera. Per a qualsevol altra topologia {\displaystyle \tau '} sobre {\displaystyle X}, tenim que {\displaystyle \tau _{t}\subseteq \tau '}. Diem que {\displaystyle \tau _{t}} és la topologia més grollera (o la menys fina).

### Topologia discreta
Sigui {\displaystyle X} un conjunt qualsevol, considerem {\displaystyle \tau _{d}={\mathcal {P}}(X)}, el conjunt de les parts de {\displaystyle X}. És a dir, forma part de {\displaystyle \tau _{d}} qualsevol subconjunt de {\displaystyle X}.
- Donat que {\displaystyle \emptyset \subseteq X} i {\displaystyle X\subseteq X}, {\displaystyle \emptyset ,X\in \tau _{d}}
- Prenent una família arbitrària {\displaystyle \{U_{i}:U_{i}\in \tau _{d}\land i\in I\}}, {\displaystyle \bigcup _{i\in I}U_{i}\subseteq X\Rightarrow \bigcup _{i\in I}U_{i}\in \tau _{d}}.
- Prenent una família finita {\displaystyle U_{1},\ldots ,U_{n}\in \tau _{d}}, {\displaystyle \bigcap _{i=1}^{n}U_{i}\subseteq X\Rightarrow \bigcap _{i=1}^{n}U_{i}\in \tau _{d}}.

Aquesta topologia s'anomena topologia discreta. Per a qualsevol altre topologia {\displaystyle \tau '} sobre {\displaystyle X}, tenim que {\displaystyle \tau '\subseteq \tau _{d}}. Diem que {\displaystyle \tau _{d}} és la topologia més fina.

### A partir d'un espai mètric
Qualsevol espai mètric {\displaystyle (X,d)} indueix una topologia en {\displaystyle X}. Definim {\displaystyle \tau _{m}} de la següent manera:
{\displaystyle \tau _{m}:=\{U\subseteq X;\ U\ {\text{és obert amb la distància}}\ d\}}.
Diferents espais mètrics poden induir el mateix espai topològic (ja que generen els mateixos oberts). Per exemple, l'espai topològic usual (o euclidià) en {\displaystyle \mathbb {R} ^{n}}és un cas d'espai topològic induït per un espai mètric {\displaystyle (\mathbb {R} ^{n},d_{eucl})}, però és idèntic a l'espai topològic induït per la distància del màxim {\displaystyle d_{max}=\max\{|y_{i}-x_{i}|\}_{i=0,1,...,n}}.
La topologia discreta és la topologia induïda per la distància discreta.

## Aplicacions contínues
La continuïtat d'una aplicació és un concepte essencialment topològic, tot i que s'empra en altres àmbits d'estudi com l'anàlisi. Anem a definir aquest concepte.
Siguin {\displaystyle (X_{1},\tau _{1})} i {\displaystyle (X_{2},\tau _{2})} dos espais topològics, i {\displaystyle f:X_{1}\longrightarrow X_{2}} una aplicació. Direm que {\displaystyle f} és contínua {\displaystyle \forall x\in X_{1}} si i només si {\displaystyle \forall U\in \tau _{2}} la seva antiimatge {\displaystyle f^{-1}(U)\in \tau _{1}}. És a dir, si per a qualsevol obert del conjunt d'arribada, la seva antiimatge és un obert del conjunt de partida.

## Interior, adherència i frontera

### Interior
Sigui {\displaystyle (X,\tau )} un espai topològic, i {\displaystyle A\subseteq X} un subconjunt de {\displaystyle X}. Anomenem interior de {\displaystyle A} al conjunt {\displaystyle {\overset {\circ }{A}}=\bigcup _{U\in \tau \land U\subseteq A}U}. (La unió de tots els oberts que hi estan continguts)
És fàcil veure que l'interior compleix les següents propietats:
1. {\displaystyle {\overset {\circ }{A}}\subseteq A}, l'interior està contingut en {\displaystyle A}.
2. {\displaystyle {\overset {\circ }{A}}\in \tau }, l'interior és un obert de {\displaystyle (X,\tau )}.
3. Sigui {\displaystyle U} tal que {\displaystyle U\in \tau \land U\subseteq A}. Aleshores, {\displaystyle U\subseteq {\overset {\circ }{A}}}. És a dir, {\displaystyle {\overset {\circ }{A}}} és el major obert contingut en {\displaystyle A}.

I també:
1. {\displaystyle {\overset {\overset {\circ }{\circ }}{A}}={\overset {\circ }{A}}}
2. {\displaystyle {\overset {\circ }{\overbrace {A\cup B} }}\supseteq {\overset {\circ }{A}}\cup {\overset {\circ }{B}}}
3. {\displaystyle {\overset {\circ }{\overbrace {A\cap B} }}={\overset {\circ }{A}}\cap {\overset {\circ }{B}}}

### Adherència
Sigui {\displaystyle (X,\tau )} un espai topològic, i {\displaystyle A\subseteq X} un subconjunt de {\displaystyle X}. Anomenem adherència de {\displaystyle A} al conjunt de {\displaystyle {\bar {A}}=\bigcap _{(X\setminus F)\in \tau \land A\subseteq F}F}. (La intersecció de tots els tancats que el contenen)
Pel pas al complementari de les propietats de l'interior, veiem que:
1. {\displaystyle A\subseteq {\bar {A}}}, l'adherència conté {\displaystyle A}.
2. {\displaystyle (X\setminus {\bar {A}})\in \tau }, l'adherència és un tancat de {\displaystyle (X,\tau )}.
3. Sigui {\displaystyle F} tal que {\displaystyle (X\setminus F)\in \tau \land A\subseteq F}. Aleshores, {\displaystyle A\subseteq {\bar {A}}}. És a dir, {\displaystyle {\bar {A}}} és el menor tancat que conté a {\displaystyle A}.

I també:
1. {\displaystyle {\bar {\bar {A}}}={\bar {A}}}
2. {\displaystyle {\overline {A\cap B}}\subseteq {\bar {A}}\cap {\bar {B}}}
3. {\displaystyle {\overline {A\cup B}}={\bar {A}}\cup {\overline {B}}}

Addicionalment, podem relacionar l'adherència amb l'interior com {\displaystyle X\setminus {\overset {\circ }{A}}={\overline {X\setminus A}}}

### Frontera
Anomenem frontera al conjunt {\displaystyle Fr(A)={\bar {A}}\setminus {\overset {\circ }{A}}}
Es compleix que: {\displaystyle Fr(A)={\bar {A}}\cap {\overline {X\setminus A}}}